# Tunjungseto (Sempor)
Tunjungseto is een bestuurslaag in het regentschap Kebumen van de provincie Midden-Java, Indonesië. Tunjungseto telt 5370 inwoners (volkstelling 2010).